# Lucensosergia lucens
Chevrette sakura
Espèce
Lucensosergia lucens, la Chevrette sakura, est une espèce de crevettes marines de la famille des Sergestidae.

## Répartition
Lucensosergia lucens se rencontre dans le Pacifique nord-ouest, sur les côtes du Japon et de Taïwan.

## Systématique
Le nom valide complet (avec auteur) de ce taxon est Lucensosergia lucens (Hansen, 1922).
L'espèce a été initialement classée dans le genre Sergestes sous le protonyme Sergestes lucens Hansen, 1922.
Lucensosergia lucens a pour synonymes :
- Sergestes lucens Hansen, 1922
- Sergia lucens (Hansen, 1922)